# ويل ر. بيرد
ويل ر. بيرد (بالإنجليزية: Will R. Bird)‏ (11 مايو 1891 في كندا - 28 يناير 1984 في كندا)؛ مؤرخ وروائي كندي.